# Tehuacán
Tehuacán è la seconda città più grande dello stato di Puebla (Messico), situata nel sud est della valle di Tehuacán, al confine con gli stati di Oaxaca e Veracruz.

## Etimologia
Il nome deriva dalla lingua náhuatl e significa luogo degli dei:
- "teo" = dio
- "hua" = termine di possesso
- "can" = luogo